# بیبو
بیبو (انگلیسی: Bebo) شرکت نرم‌افزار آمریکایی است، که در سال ۲۰۰۵ تأسیس شد.